# Julie Johnson
Julie Johnson es una película independiente de drama de 2001 dirigida por Bob Gosse y protagonizada por Lili Taylor, Courtney Love y Mischa Barton. Escrita por Gosse y Wendy Hammond, la trama se centra en una ama de casa de Nueva Jersey (Taylor) que, tras separarse de su marido, se enamora de su díscola amiga (Love) y comienza una relación con ella. La película cuenta con una partitura original de Angelo Badalamenti, así como una banda sonora por Liz Phair.
Julie Johnson debutó en el Festival de Cine de Sundance y fue proyectada en varios festivales de cine en todo el mundo entre 2001 y 2004, apareciendo luego en el canal here TV como parte de su serie de películas. Courtney Love ganó el Outfest de Los Ángeles por Mejor Actriz en una Película en el año 2001.

## Argumento
Julie Johnson es una aburrida ama de casa de Nueva Jersey que es infeliz con su vida y decide tomar una clase de informática en una universidad local. Cuando su marido se entera y no la apoya y es verbalmente abusivo, ella decide que ya es suficiente y la pareja se separa. Inspirada, su amiga Claire deja a su marido y no tiene a dónde ir, por lo que se muda con Julie y su hijo e hija. Viviendo juntas, Julie y Claire desarrollan una relación que es más que una amistad. Los problemas surgen cuando Julie, inmersa en los estudios, hace amigos nuevos, académicos y cultos, y Claire no logra encajar bien con ellos.

## Reparto
- Lili Taylor como Julie Johnson.
- Courtney Love como Claire.
- Noah Emmerich como Rick Johnson.
- Mischa Barton como Lisa Johnson.
- Gideon Jacobs como Franky Johnson.
- Spalding Gray como Mr. Miranda
- Patrick Fitzgerlad como Mike.
- Donna Hanover como Catherine Miranda.